# Alessandro de' Medici
Alessandro de' Medici, född 1510, död 1537, var regerande hertig av Florens från 1531 till 1537 ur Medicéernas ätt; han var också författare.
de' Medici har kallats för "il Moro" (moren) på grund av sitt utseende. Hans mörka hudfärg bestreds under många år, delvis på grund av att många adelsätter i Italien och Europa är hans ättlingar.

## Biografi
de' Medici var den förste hertigen av Florens, och den förste Medici som formellt blev monark i Florens.   
Han var formellt illegitim son till Lorenzo II de' Medici och den mörkhyade tjänarinnan eller slaven Simonetta da Collevecchio, men den biologiska fadern tros vara Clemens VII.
de' Medici var gift med Margareta av Parma men dog utan legitima arvingar och efterträddes av en avlägsen släkting. Han fick däremot två barn med sin älskarinna Taddea Malaspina: Giulio de' Medici (1533/37–1600) och Giulia de' Medici (1535–ca 1588).  

### Lönnmord
Han lönnmördades den 6 januari 1537 av en avlägsen kusin, Lorenzino de' Medici, vilken i sin tur mördades 1548. Orsaken till lönnmordet är oklart.